# Geert Jannes Landweer
Geert Jannes Landweer (Nietap, 15 augustus 1859 - Assen, 26 februari 1924) was een Nederlandse belastingontvanger. In zijn vrije tijd was hij archeoloog, historicus en fotograaf. Zijn verzameling negatieven gemaakt met een glasplatencamera maakt sinds 1987 deel uit van de fotocollecties van het Drents Museum.

## Leven en werk
Landweer werd in 1859 te Nietap in de toenmalige gemeente Roden geboren als zoon van de winkelier Jacob Copinga Landweer en van Deeuwerke Derks Scholma. Door zijn werk als belastingontvanger verhuisde hij regelmatig en leerde daardoor diverse delen van Drenthe goed kennen. Hij ontwikkelde een grote belangstelling voor de geschiedenis van Drenthe en voor de Drentse cultuur en het Drentse landschap. Hij werd in 1892 correspondent voor het Drents Museum, een instelling waarvan hij in 1898 ook bestuurslid werd. Hij hield zich bezig met archeologische vondsten in de provincie Drenthe en publiceerde onder meer over de in die periode gevonden veenlijken bij de Valtherbrug, Wijster en Nieuw-Weerdinge. Met zijn glasplatencamera legde hij archeologische vondsten vast. Bovendien maakte Landweer met behulp van de door hem gemaakt foto's het Drentse landschap aantrekkelijk voor een groot publiek. Zijn glasnegatievenarchief is onderdeel van de collecties van het Drents Museum. Landweer correspondeerde onder meer met de beeldhouwer August Rodin. In het Musée Rodin in Parijs bevinden zich zeven van de door hem gemaakte Drentse foto's.
Landweer was in 1912 betrokken bij de oprichting van het Nederlands Openluchtmuseum te Arnhem. Hij overleed in februari 1924 op 64-jarige leeftijd in Assen. In 1992/1993 werd een tentoonstelling aan zijn werk als fotograaf gewijd in het Drents Museum.

## Bibliografie

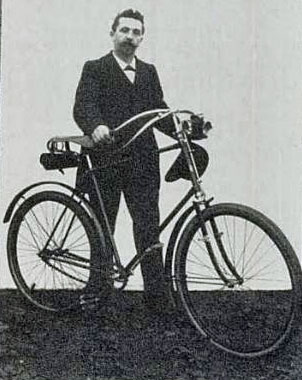
Zelfportret Geert Jannes Landweer omstreeks 1900